# Ottola
Ottola ist eine Stadt und ein Arrondissement im Departement Collines im westafrikanischen Staat Benin. Es ist eine Verwaltungseinheit, die der Gerichtsbarkeit der Kommune Savalou untersteht. Innerhalb der Kommune liegt Ottola im äußersten Nordwesten, nicht weit von der Grenze zum Nachbarland Togo entfernt.

## Demografie und Verwaltung
Gemäß der Volkszählung 2013 des beninischen Statistikamtes INSAE hatte das Arrondissement 9096 Einwohner, davon waren 4513 männlich und 4583 weiblich.
Von den 111 Dörfern und Quartieren der Kommune Savalou entfallen acht auf Ottola:
1. Akpaki
2. Allè
3. Alloudi-Gourè
4. Igbéri
5. Issalè
6. Kadjotché
7. Kaman
8. Zongo-Albarika